# Fabrizio Mattei
Fabrizio Mattei (Prato, 7 gennaio 1952) è un politico italiano.

## Biografia
Militante del PCI fin dalla gioventù. È stato assessore all'urbanistica e vicesindaco a Prato nella Giunta guidata da Claudio Martini. È diventato Sindaco nel 1995 ed ha ricoperto la carica di primo cittadino fino al 2004.
Nel 2005 viene eletto consigliere regionale della Toscana per Uniti nell'Ulivo, confermando poi il seggio in Consiglio Regionale anche nel 2010 nelle file del PD.
È stato membro del Consiglio di amministrazione di Firenze Fiera.